# Назаровка (Сарактаський район)
Наза́ровка (рос. Назаровка) — присілок у складі Сарактаського району Оренбурзької області, Росія.

## Населення
Населення — 25 осіб (2010; 40 у 2002).
Національний склад (станом на 2002 рік):
- росіяни — 82 %